# Odbiornik niespokojny
Odbiornik niespokojny – odbiornik energii elektrycznej charakteryzujący się powtarzającymi się nagłymi zmianami obciążenia. Odbiorniki niespokojne zaliczane są do grupy odbiorników zakłócających. Odbiorniki niespokojne to na przykład:
- piece łukowe
- napędy walcownicze
- spawarki łukowe i punktowe
- piły elektryczne
- młoty elektryczne
- pompy tłoczące
- kompresory
- windy
- dźwigi i maszyny wyciągowe
- Urządzenia rentgenowskie
- urządzenia klimatyzacyjne
- chłodziarki